# Pukepuke Lagoon
Die Pukepuke Lagoon ist ein See im Manawatu District der Region Manawatū-Whanganui auf der Nordinsel von Neuseeland.

## Geographie
Die Pukepuke Lagoon befindet sich rund 3 km östlich der Westküste, rund 13 km nördlich von Foxton und rund 25 km westlich von Palmerston North entfernt. Das rund 14,5 Hektar große Gewässer, das sich über eine Länge von 555 m in Nordwest-Südost-Richtung und über 375 m in Südwest-Nordost-Richtung ausdehnt, ist von Nordwesten bis Nordosten und im Südwesten von einem Feuchtgebiet umgeben.
Das Gewässer ist von allen Seiten mit landwirtschaftlich erzeugten kleinen Kanälen verbunden.